# Траперо, Пабло
Пабло Траперо (исп. Pablo Trapero, 4 октября 1971, Сан-Хусто, провинция Буэнос-Айрес) — аргентинский кинорежиссёр, сценарист и продюсер, яркий представитель аргентинского нового кино. 

## Биография
В 2002 создал независимую продюсерскую компанию Matanza Cine. Среди фильмов, продюсированных Траперо, — «Близнецы» и «Ярость» Альбертины Карри. В 2014 стал председателем жюри программы «Особый взгляд» на Каннском фестивале.
Жена — актриса Мартина Гусман, снималась в фильмах Траперо «Родился и рос» (2006), «Арестантская» (2008), «Каталажка» (2008), «Каранчо» (2010).

## Фильмография
- Mocoso malcriado (1993, короткометражный, по новелле Орасио Кироги)
- Negocios (1995, короткометражный)
- Мир крановщика / Mundo grúa (1999, две премии Венецианского МКФ, номинация на премию Гойя, Серебряный кондор Ассоциации кинокритиков Аргентины за лучший фильм, премия лучшему режиссёру на Международном фестивале независимого кино в Буэнос-Айресе, специальная премия жюри на МКФ в Гаване, две премии на Роттердамском МКФ, четыре премии МКФ во Фрибуре, главная премия на Фестивале латиноамериканского кино в Тулузе)
- Naikor, la estación de servicio (2001, короткометражный)
- Человек из Буэнос-Айреса/ El bonaerense (2002, премия ФИПРЕССИ на МКФ в Чикаго)
- Семья на колесах/ Familia rodante (2004, премия лучшему режиссёру на МКФ в Хихоне)
- Родился и вырос/ Nacido y criado (2006, премии лучшему режиссёру и  за лучший фильм на МКФ в Грамаду)
- Каталажка/ Leonera (2008, номинация на Золотую пальмовую ветвь, Серебряный Ариэль за лучший латиноамериканский фильм, Мехико, специальная премия жюри на МКФ в Гаване )
- Каранчо / Carancho (2010)
- 7 дней в Гаване/ 7 días en La Habana (2011, коллективный проект по сценарию Леонардо Падуры)
- Белый слон / Elefante blanco  (2012)
- Клан / El Clan  (2015, премия Серебряный лев[2])

## Творческая манера
Кинематограф Траперо близок к документалистике, отмечен острым вниманием к повседневной жизни, критикой социальной несправедливости.

## Признание
Номинант и лауреат многих национальных и международных премий. Член жюри конкурса короткометражных фильмов Каннского МКФ (2004). Премия Konex (2011). Возглавил жюри секции Особый взгляд 67-го Каннского МКФ (2014).